# یکاترینا ابراموا
یکاترینا ابراموا (روسی: Екатери́на Константи́новна Абра́мова؛ زادهٔ ۱۴ april ۱۹۸۲ (۴۲ سال)) ورزشکار اسکیت سرعت اهل روسیه است.
وی در مسابقات کشوری و بین‌المللی در مجموع برندهٔ ۱ مدال برنز شده‌است.